# La Capresse des Colonies
La Capresse des Colonies es una escultura de mediados del siglo XIX del escultor francés Charles Cordier.

## Descripción
Esculpida en mármol argelino y adornada con bronce y ónix, utilizando policromía, la estatua se elaboró en los años posteriores a la abolición de la esclavitud durante el Segundo Imperio francés, edicto que inspiró enormemente a Cordier para la realización de la obra. Forma parte de una pareja con La mujer judía de Argel. Ambas esculturas están en la colección del Museo Metropolitano de Arte de Nueva York, Estados Unidos.